# Miquelia celebica
Miquelia celebica är en tvåhjärtbladig växtart som beskrevs av Carl Ludwig von Blume. Miquelia celebica ingår i släktet Miquelia och familjen Icacinaceae. Inga underarter finns listade i Catalogue of Life.